# Willy Brandt
Willy Brandt, născut Herbert Ernst Karl Frahm, (n. 18 decembrie 1913, Lübeck – d. 8 octombrie 1992, Unkel) a fost un om politic german. A fost liderul Partidului Social-Democrat din Germania între 1964 și 1987 și cancelar al Germaniei în perioada 21 octombrie 1969 - 7 mai 1974. A câștigat Premiul Nobel pentru Pace în anul 1971 pentru eforturile sale de a spori cooperarea economică în Europa Occidentală în cadrul Comunității Economice Europene și de a asigura reconcilierea Republicii Federale Germane cu țările din Europa de Est. A fost primul cancelar social-democrat după 1930.

## Copilăria și tinerețea

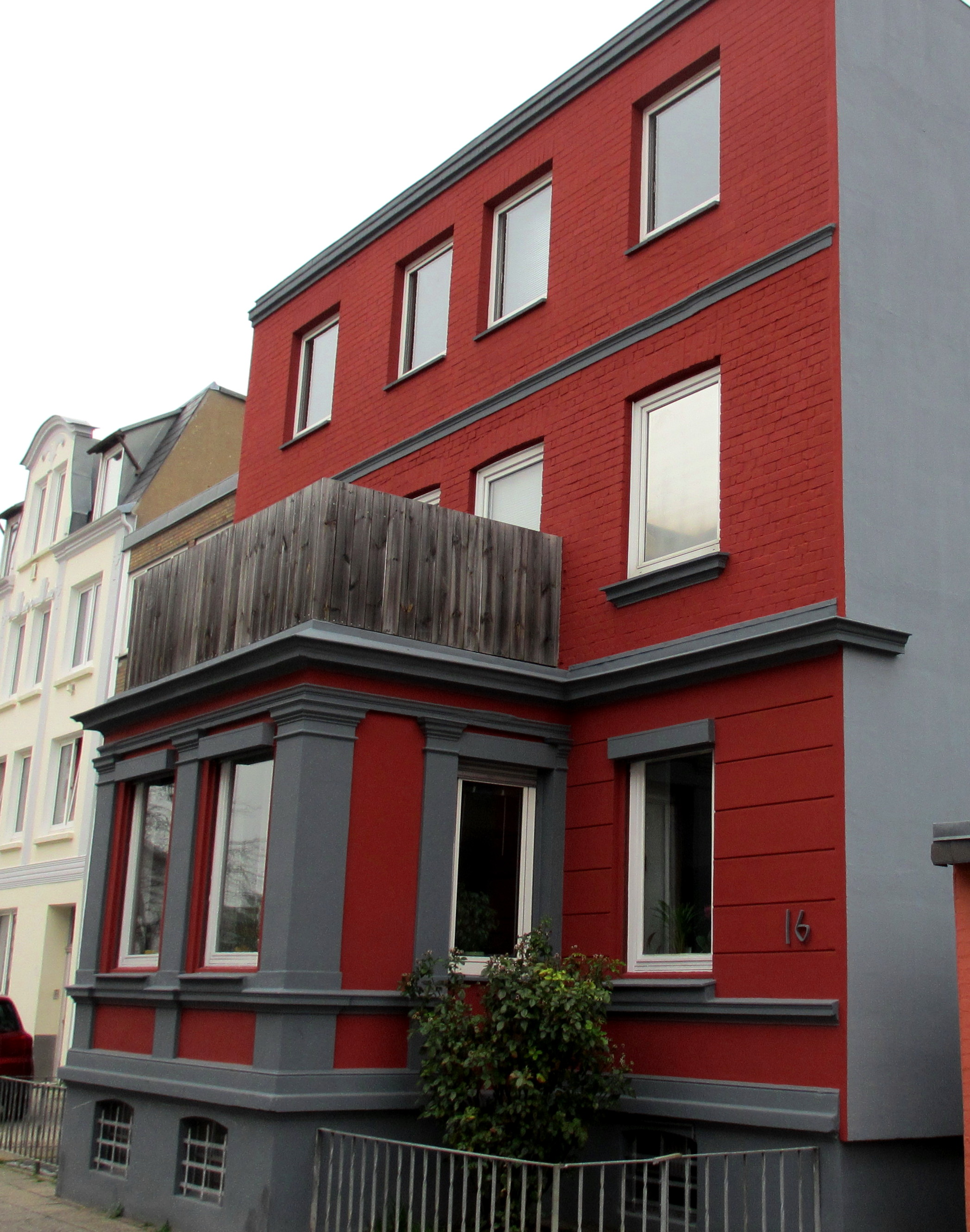
Casa în care s-a născut Willy Brandt. Lübeck, 2013

Willy Brandt s-a născut (în afara căsătoriei) ca Herbert Frahm pe 18 decembrie 1913 în Lübeck. Mama sa era Martha Frahm (născută Ewert, 1894 – 1969), o vânzătoare provenind tot dintr-o relație premaritală. Tatăl lui Brandt era profesorul hamburghez John Heinrich Möller (1887 – 1958), care în 1912 – 1913 a predat provizoriu la o Realschule (școală reală) din Lübeck. Brandt nu a făcut niciodată cunoștință cu tatăl său biologic, cu toate că din 1947 îi cunoștea identitatea.
Brandt creștea inițial în casa mamei sale, care era angajată în câmpul muncii și în cursul săptămânii îl lăsă în grija unei vecine. Din 1919 de copil avea grijă bunicul său vitreg Ludwig Frahm (1875 – 1935), care s-a căsătorit în 1899 cu mama Marthei Ewert și a continuat să aibă grijă de el chiar și după moartea soției sale și căsătoria cu o altă persoană. Willy Brandt îl numea „tată". În 1927 mama lui Brandt s-a căsătorit cu șeful de șantier Emil Kuhlmann și în februarie 1928 a venit pe lume fratele său Günther. De atunci și-a văzut mama „doar sporadic". Nașterea sa extraconjugală, de multe ori văzută de contemporani ca un cusur, era folosită de către adversarii săi politici chiar și în timpurile postbelice ca să-l discrediteze.
Și-a luat bacalaureatul (Abitur) în 1932 la liceul Jochanneum în Lübeck. În cererea pentru admitere la bacalaureat el a indicat jurnalismul ca viitor domeniu profesional. Partidul Social Democrat German (SPD) i-a promis o bursă de partid pentru studiu, însă această posibilitate a dispărut după ce Willy Brandt a ieșit cu ceartă din partid. În loc de aceasta a început în mai 1932 un voluntariat la firma de transport maritim F. H. Bertling KG din Lübeck.

## Activitate politică înRepublica de la Weimar

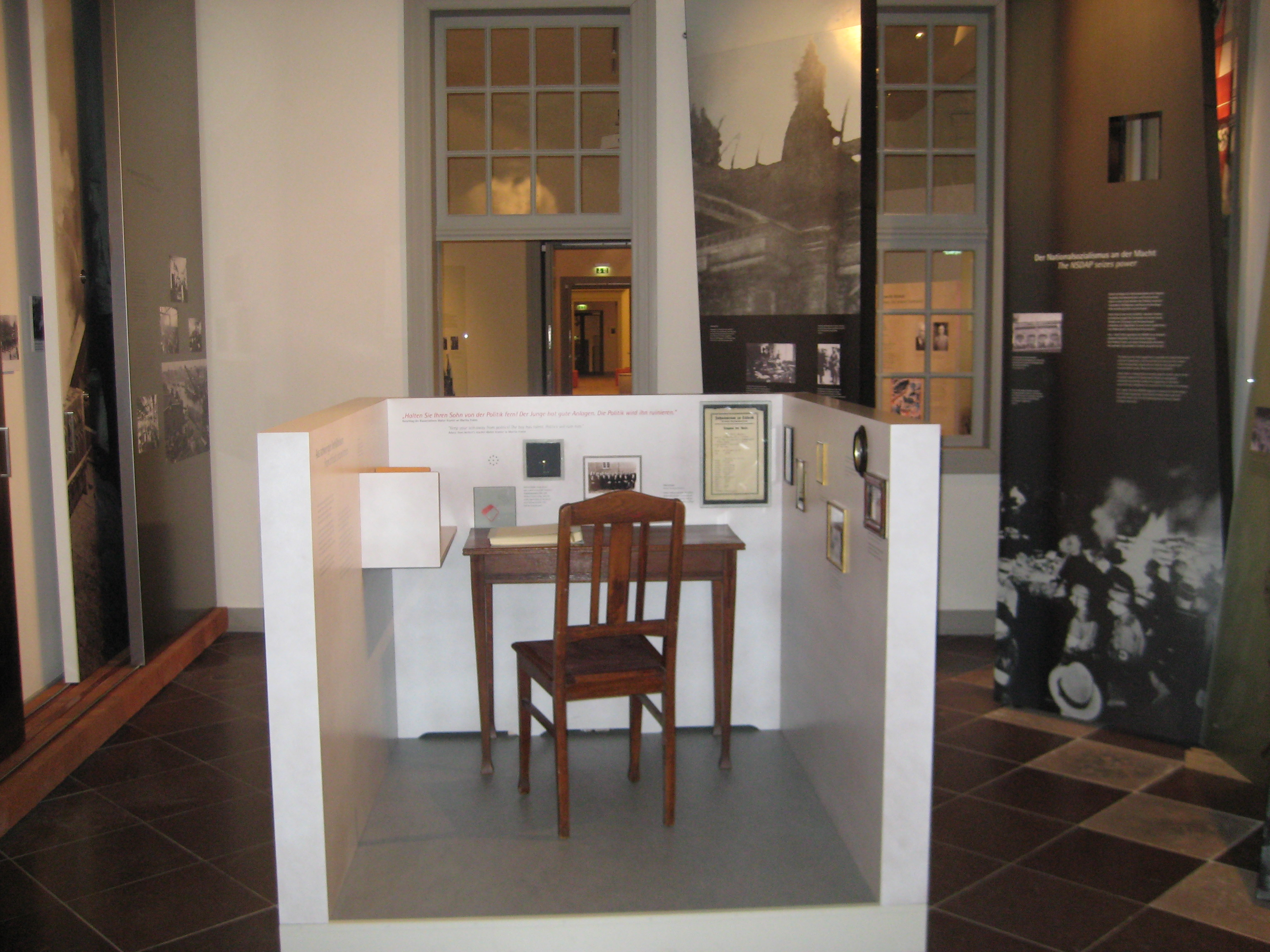
Camera de lucru a tânărului Willy Brandt (pe atunci Herbert Frahm) în muzeul său din Lübeck

Interesul pentru politică al lui Willy Brandt i se datorează bunicului său Ludwig Frahm, care era membru SPD și a candidat în Consiliul Municipal Lübeck (Lübecker Bürgerschaft) din partea acestui partid. Începând cu 1925 Brandt era membru al mai multor organizații de tineret social-democrate, iar din 1931 președinte de district al Sozialistische Arbeiter-Jugend (SAJ) pe regiunea Lübeck-Mecklenburg.
Pe lângă aceasta Brandt din 1927 era activ în domeniul publicistic. El declara mai târziu că redactorul ziarului social-democrat local „Lübecker Volksbote” (și participantul de mai târziu la rezistența anti-nazistă) Julius Leber l-a influențat decisiv în anii aceștia. Din cauza activităților sale jurnalistice a avut de suferit și performanța sa școlară. 
În 1930 Brandt a aderat la SPD. Un an mai târziu, în octombrie 1931, a ieșit din partid, imputându-i „lipsă de curaj” cu privire la schimbările spre dreapta din societate.  El a aderat la Partidul Socialist Muncitoresc din Germania (SAPD), constituit dintr-o grupare de stânga scindată din SPD în toamna lui 1931 cu scopul de a se opune forțelor de dreapta reînvigorate de la începutul crizei economice mondiale. Brandt era unul dintre întemeietorii și unul dintre membrii comitetului de conducere al organizației locale din Lübeck a SAPD, preluând mai târziu și numeroase sarcini organizatorice pentru partid în general.

## Clandestinitatea și exilul în timpul dictaturii naziste
După numirea lui Adolf Hitler în funcția de cancelar la sfârșitul lui ianuarie 1933 SAPD a fost interzis. Partidul a decis să continue lupta împotriva nazismului în condiții de clandestinitate. Willy Brandt a primit în martie 1933 însărcinarea să organizeze plecarea la Oslo a unuia dintre conducătorii SAPD Paul Frölich. Acesta din urmă a fost totuși arestat, așa că Willy Brandt a preluat sarcina acestuia de a crea la Oslo o celulă a organizației. În această perioadă el, care până atunci era cunoscut sub numele Herbert Frahm, își asumă pseudonimul de luptă Willy Brandt, pe care îl va purta până la sfârșitul vieții. El a emigrat prin Danemarca în Norvegia și și-a început în Oslo în 1934 studiile în istorie, pe care nu le-a dus la capăt din cauza activității publicistice la ziarele norvegiene. În Oslo conducea și asociația de tineret a SAPD numită SJVD, al cărei reprezentant era între 1934 și 1937 în cadrul Biroului Internațional al Organizațiilor de Tineret Revoluționare. Acționând din Norvegia, el a organizat campania internațională pentru decernarea Premiului Nobel pentru pace scriitorului Carl von Ossietzky, încarcerat de naziști. În 1936 făcea parte dintre întemeietorii Tineretului German Liber.
Din însărcinarea lui Jakob Walcher, conducătorul până în 1940 al Biroului Central din străinătate al SAPD, aflat în Paris, Willy Brandt a călătorit în septembrie 1936 în calitate de curier sub pseudonimul Gunnar Gaasland în Germania, unde a stat până in decembrie ca să ia legătura cu colegii din SAPD din clandestinitate și să coordoneze rezistența de pe loc cu activitățile SAPD din străinătate. A trebuit să înfățișeze o activitate de jurnalist în Berlin și să vorbească germană cu accent norvegian. Adevăratul Gunnar Gaasland era din 1936 căsătorit cu Gertrud Meyer, iubita din Lübeck a lui Brandt, care în iulie 1933 și-a urmat iubitul în exilul norvegian. Căsătoria era fictivă și i-a oferit lui „Trudel”, care a trăit cu Brandt până în 1939, cetățenia norvegiană. Gaasland a pus numele său la dispoziția lui Willy Brandt și a rămas în Norvegia.
În 1937 Brandt era corespondentul mai multor ziare norvegiene la războiul civil spaniol, în care el a susținut lupta a Partido Obrero de Unificacion Marxista (POUM) un partid socialist de stânga, împotriva Falangei generalului pucist Franco. Pe 16 iunie el a scăpat de un val de arestări prin plecarea sa de la Barcelona la Oslo. În aceeași zi POUM a fost interzis, întrucât era concurentul politic și militar al Partidului Comunist Spaniol obedient lui Stalin.
După ce pe 5 septembrie 1938 guvernul Reichului l-a deposedat de cetățenia germană, el a depus eforturi pentru a căpăta cetățenia norvegiană. În 1940, în cursul ocupării Norvegiei de către armata germană Willy Brandt a fost luat pentru scurt timp prizonier. Dat fiind faptul că purta uniformă norvegiană și nu a fost deconspirat, după eliberarea promptă a putut să fugă în Suedia. La Stockholm a fondat împreună cu doi jurnaliști suedezi o agenție de presă, care furniza informații la 70 de cotidiene.
În august 1940 cetățenia norvegiană i-a fost acordată de către ambasada de la Stockholm. Până la sfârșitul războiului a rămas în Suedia, unde împreună cu August Enderle a contribuit decisiv la reapropierea de SPD a expatriaților SAPD. Împreună cu un grup de socialiști a participat în martie 1943 la formularea a Friedesziele der demokratischen Sozialisten (Scopurile păcii din punctul de vedere al socialiștilor democrați), în care au fost publicate considerații asupra ordinii postbelice europene, și se cere și dreptul de autodeterminare pentru toate națiunile în cadrul unei ordini de drept internaționale. Cu unul dintre aceștia, Bruno Kreisky, cancelarul austriac de mai târziu, au rămas prieteni până la sfârșitul vieții. În august 1990 Willy Brandt a ținut un discurs la înmormântarea lui Kreisky.

## Revenirea în Germania

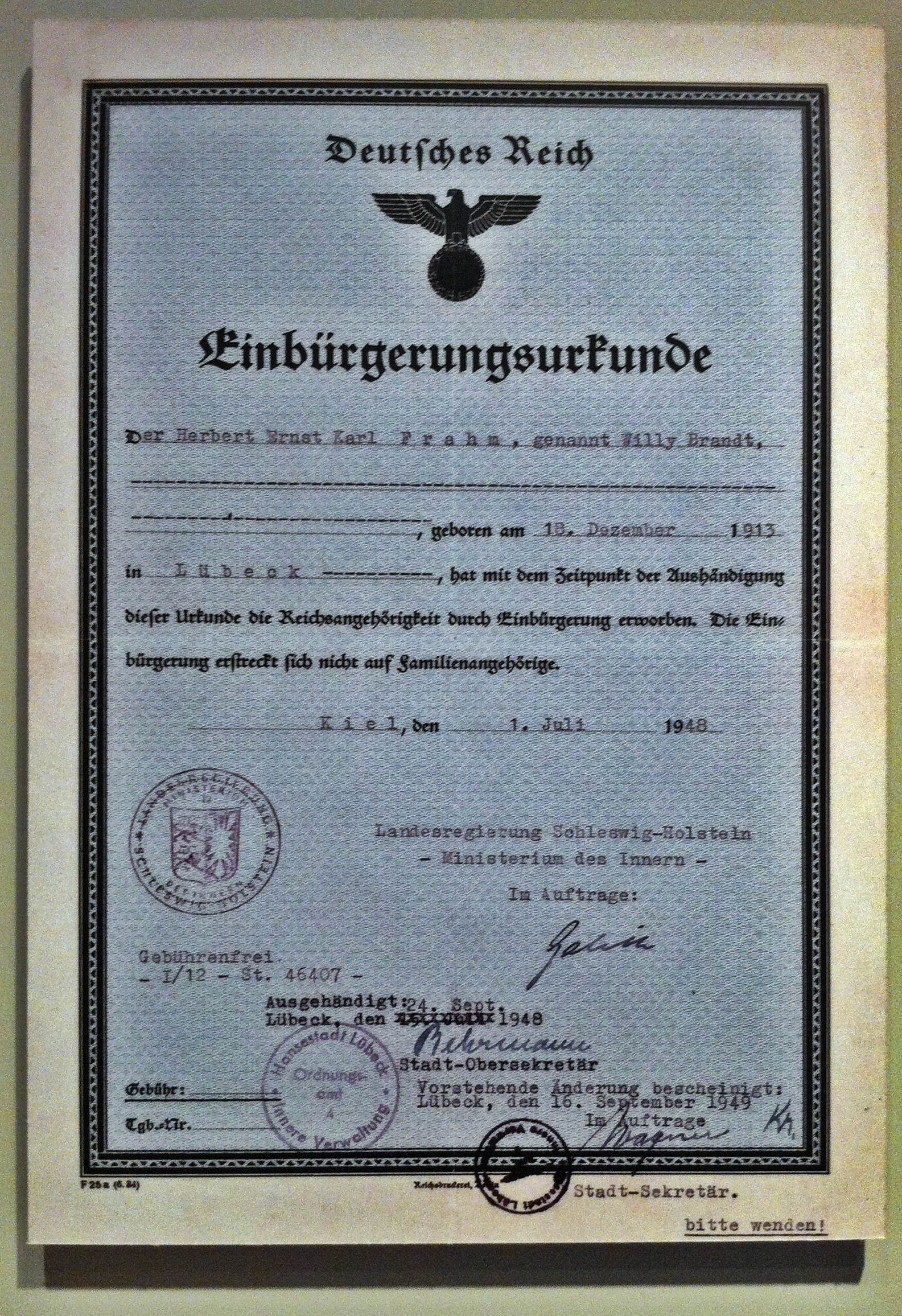
Certificatul de reprimire în cetățenia germană din 1948

După sfârșitul celui de-al doilea război mondial și căderea dictaturii naziste Willy Brandt a revenit în 1945 în Germania în calitate de corespondent al ziarelor scandinave și a făcut reportaje despre procesele criminalilor de război de la Nürnberg. După ce pe 20 mai 1946 discursul său din Lübeck despre Germania și lume s-a bucurat de aprobarea social-democraților de acolo, el lua în considerație după o discuție cu Theodor Steltzer (prim-ministrul de atunci al landului Schleswig-Holstein) reîntoarcerea sa la Lübeck. El trebuia să devină urmașul al unui alt primar social-democrat, Otto Passarge, edilul orașului său natal. Cu toate acestea, când ministrul de externe al Norvegiei Halvard Lange i-a propus să meargă la Berlin în calitate de atașat de presă al Misiunii Militare Norvegiene, el a acceptat, întrucât „Lübeckul a devenit un pic strâmt” pentru el după toate experiențele sale din străinătate. Willy Brandt a păstrat totuși o strânsă legătură sufletească cu orașul său natal. Obișnuia să-și încheie campaniile electorale cu o manifestație la Lübeck cu o zi înainte de alegeri.
Pe 1 iulie 1948 și-a primit înapoi de la guvernul schleswig-holsteinian cetățenia germană cu efect din 24 septembrie 1948.
Pseudonimul Willy Brandt, pe care și l-a asumat în 1934, l-a folosit din 1947 permanent. În 1949 acesta a fost recunoscut de către poliția berlineză ca numele său oficial. El însuși spunea în 1961 că și-a ales un nume de rând, însă în Lübeck pe timpurile voluntariatului său exista firma de transport maritim William Brandt Wwe.

## Președinte al Parlamentului berlinez și Primarul General al Berlinului

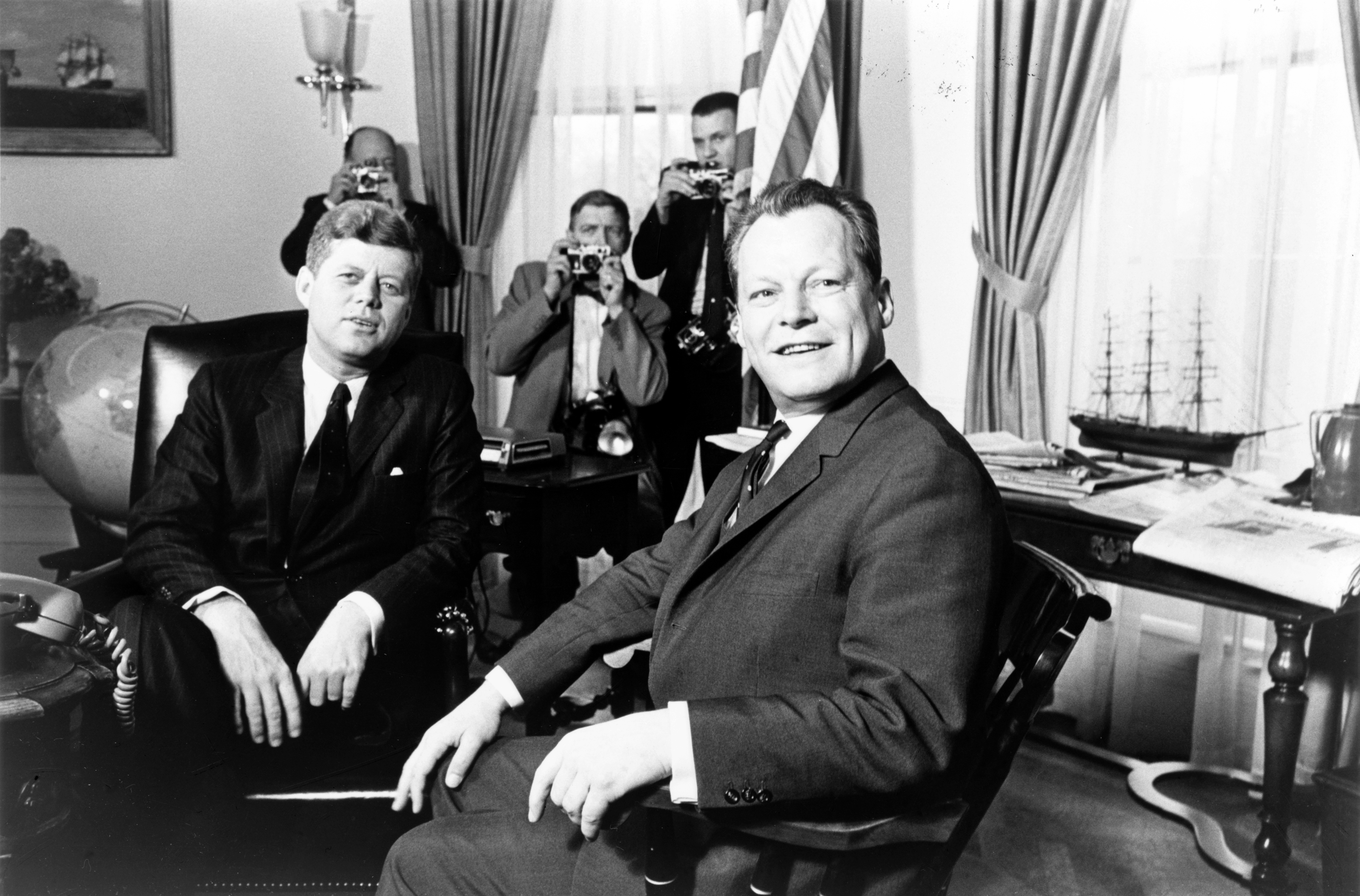
Kennedy și Brandt pe 13 martie 1961 în Washington

Brandt și-a început cariera politică din Germania postbelică în 1949 ca deputat al SPD din partea Berlinului în primul Bundestag german. A făcut parte tot ca deputat din partea Berlinului dintr-al doilea Bundestag din 1953 până în 1957 și dintr-al patrulea, deși doar câteva săptămâni la sfârșitul lui 1961. Începând din 1969 și până la moartea sa în 1992 era deputat pe lista landului Renania de Nord-Westfalia. De asemenea pe 3 decembrie 1950 a fost ales în Parlamentul (Abgeordnetenhaus) Berlinului, din care a făcut parte până în 1971.
În 1955 Brandt a fost ales președinte al Parlamentului berlinez, iar pe 3 octombrie 1957, ca urmaș al decedatului Otto Suhr cu 86 voturi pentru, 10 contra și 22 abțineri, a fost ales Primarul General (Regierender Bürgermeister) al Berlinului, care în Germania are statut de entitate federală – bundesland. Eforturile președintelui SPD-ului berlinez, Franz Neumann, ca să fie numit un alt candidat, au eșuat. Neumann și-a motivat opoziția cu schimbarea numelui de către Brandt și presupusa implicare a acestuia în Interbrigăzile comuniste din războiul civil spaniol.
Adversitatea dintre Brandt și Neumann își avea originea în conceptele politice diferite. Un grup de reimigranți din jurul lui Brandt și Ernst Reuter încerca, în pofida împotrivirii grupului lui Neumann, să impună în SPD orientarea vestică. Ei erau susținuți de un grup de ofițeri liberali format în jurul lui Shepard Stone din trupele americane de ocupație. În calitatea sa de Primar General al Berlinului Willy Brandt a fost între 1 noiembrie 1957 și 31 octombrie 1958 și președintele Bundesratului (camera superioară a Parlamentului Germaniei).
Brandt a fost reales în 1958 și în 1963 și a format, în pofida majorităților absolute ale SPD, guverne de coaliție cu creștin-democrații (CDU) și cu democrații liberi (FDP). A deținut această funcție până în decembrie 1966, când a intrat în Guvernul Federal și a fost înlocuit ca Primar General de Heinrich Albertz.
După înăbușirea Răscoalei din Ungaria în Berlin au avut loc în noiembrie 1956 mai multe demonstrații antisovietice. În cursul unei dintre aceste demonstrații Brandt a luat poziție „cu expresii energice”, așa încât „a câștigat oamenii de partea sa”. Ca urmare a ajuns în fruntea unei demonstrații care se îndrepta spre ambasada sovietică din Sectorul de Est al Berlinului și amenința să iasă de sub control. Brandt a reușit s-o redirecționeze și să destindă „situația foarte explozivă”. Verdictul presei berlineze a fost că prin aceasta el a realizat un succes politic răsunător, care a predeterminat alegerea sa ca Primar General.
Cu două săptămâini înainte de alegerile în Parlamentul Berlinului din 7 decembrie 1958, la care Willy Brandt concura împotriva candidatului CDU Franz Amrehn, Nikita Hrușciov a declanșat a doua Criză a Berlinului prin declarația sa că va transfera conrtolul asupra căilor de comunicație dintre Berlinul de Vest și Germania de Vest către RDG, în cazul în care timp de o jumătate de an nu se va ajunge la o înțelegere dintre aliați cu privire la acordarea Berlinului statutului de Oraș Liber (așa-numitul primul ultimatum al lui Hrușciov). Willy Brandt a luat „hotărât” apărarea drepturilor Berlinului de Vest pe lângă aliații occidentali și guvernul federal și a formulat sloganul ”Berlin bleibt frei!” - „Berlinul rămâne liber!” A contribuit considerabil la formarea unei rezistențe a aliaților vestici contra ultimatumului lui Hrușciov. Fermitatea sa l-a făcut o personalitate recunoscută la nivel național și internațional.
Comportamentul său, perceput de vest-berlinezi ca foarte responsabil, și-a adus dividendele la alegerile din 7 decembrie 1958: SPD a crescut cu 8% și a obținut majoritatea absolută cu 52% din voturi. Cu toate acestea Brandt a continuat coaliția cu CDU. În 1963 SPD-ul berlinez a reușit cu 61% din voturi al doilea cel mai bun rezultat din istorie.
Construirea Zidului Berlinului pe 13 august 1961 s-a întâmplat aproape de încheierea campaniei electorale pentru Bundestag. Pe când Adenauer (cancelarul federal al momentului) la început și-a continuat nestingherit campania, cea ce a fost perceput ca indiferență și „i-a iritat” pe mulți berlinezi și chiar pe unii dintre susținătorii săi, Willy Brandt și-a întrerupt turul electoral, l-a contactat pe președintele John F. Kennedy și a luat „o atitudine hotărâtă” față de problemă, care corespundea sentimentelor berlinezilor. Totuși nu a reușit să obțină nimic atunci, fiindu-i recomandat de președintele american să se împace cu realitatea.

## În politica federală (1961 - 1969)

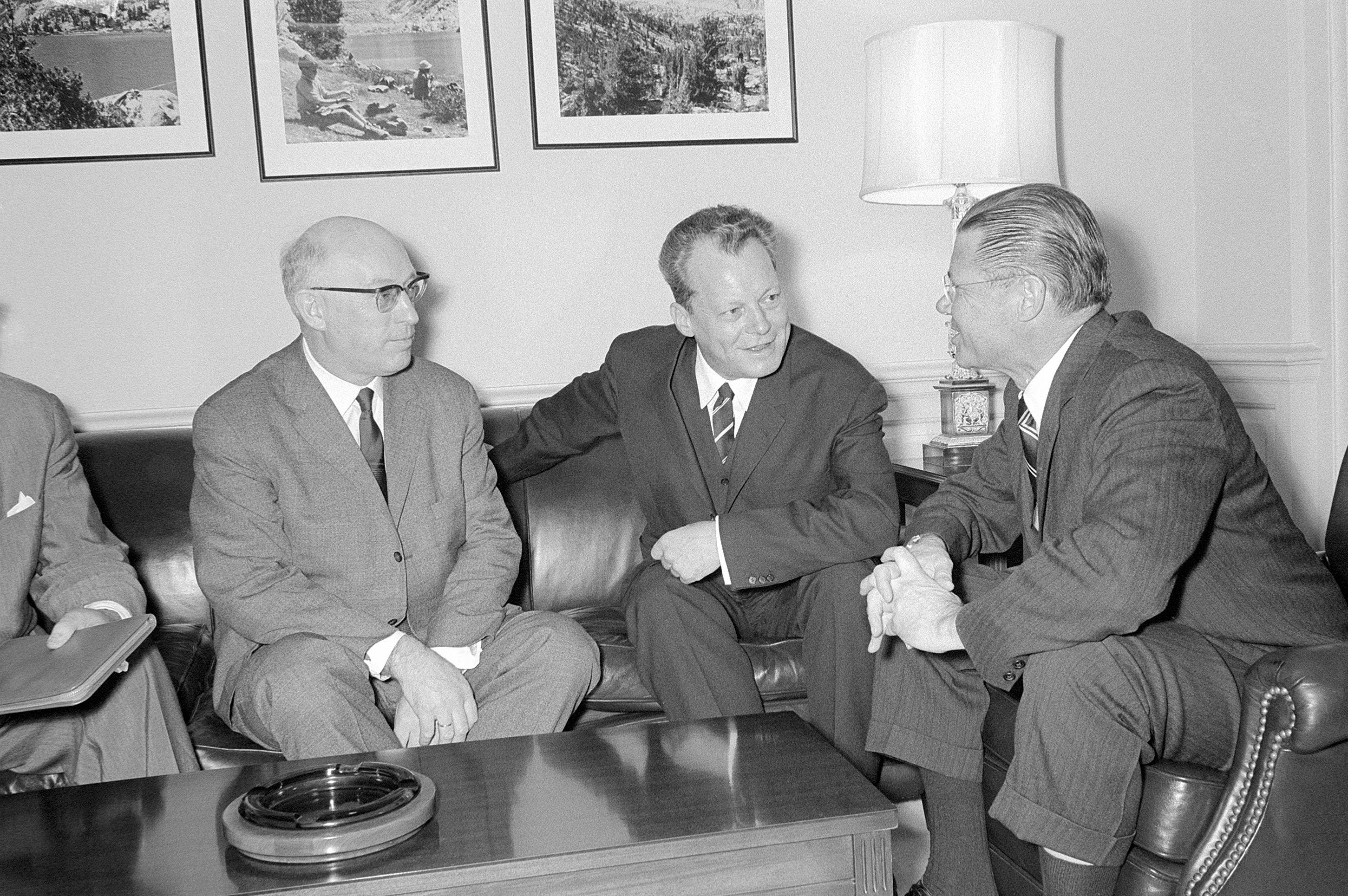
Ministrul american al apărării Robert McNamara (dreapta) discutând cu președintele fracțiunii SPD Fritz Erler (stânga) și Brandt la Arlington, Virginia, SUA (1965)

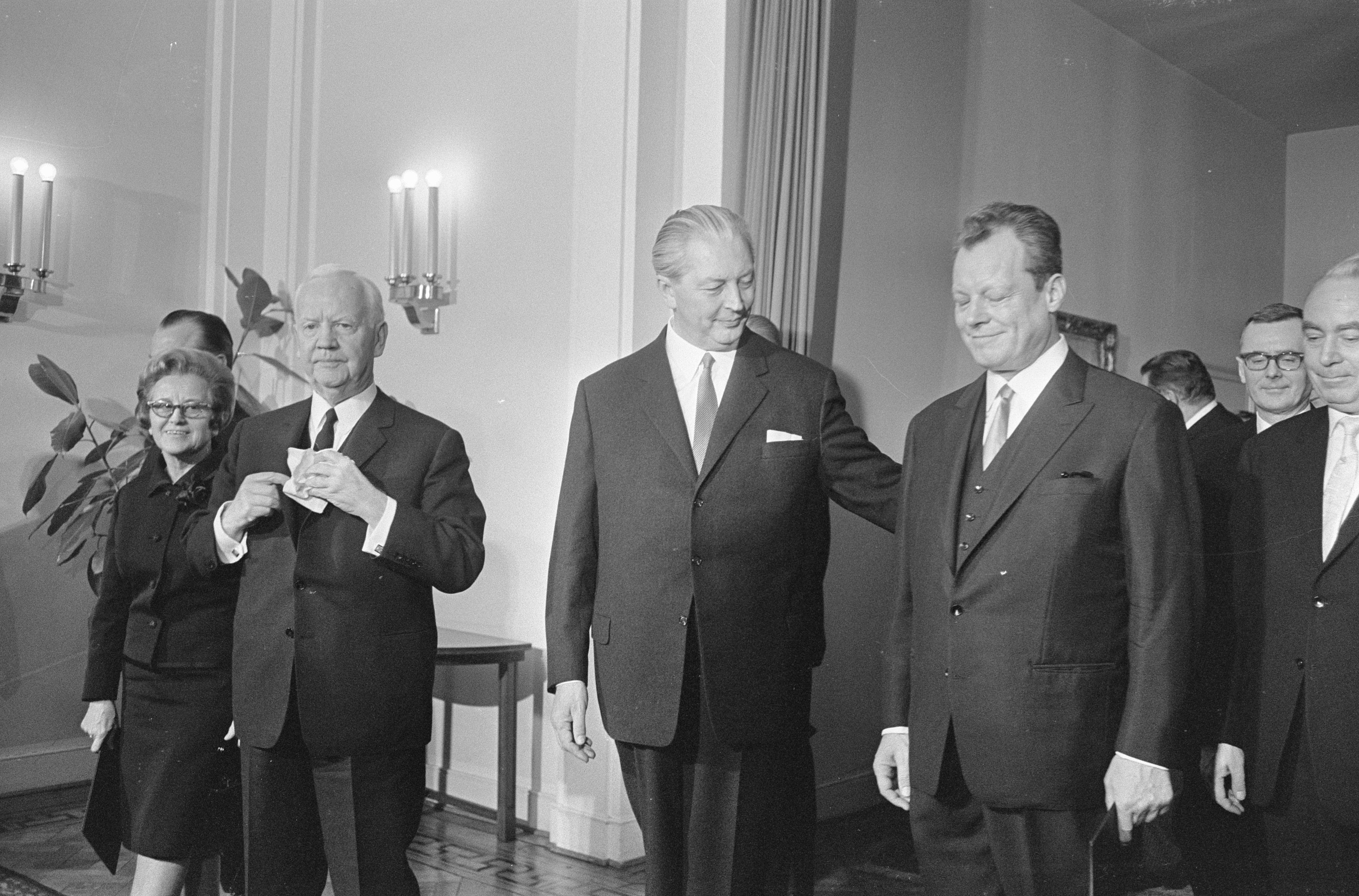
Willy Brandt cu președintele federal Lübke și cancelarul Kiesinger pe 1 decembrie 1966

La alegerile pentru Bundestag din 1961 Brandt a concurat pentru prima dată în calitate de candidat al partidului său pentru funcția de cancelar, împotriva lui Konrad Adenauer. Acesta din urmă s-a referit pe 14 august 1961, la o zi după începutul înălțării Zidului Berlinului, la o întâlnire electorală din Regensburg la anii în exil ai lui Brandt, menționându-l pe contracandidatul său ca „Brandt alias Frahm”, ceea ce a fost văzut însă și ca o aluzie la nașterea sa în afara căsătoriei. Pe 16 august Adenauer a repetat această expresie la Bonn. Franz Josef Strauss și-a permis încă în februarie 1961 la Vilshofen, referindu-se la anii de exil ai lui Brandt, care mereu au fost prilej pentru atacuri personale până la imputarea unei presupuse trădări de patrie, să spună: „Domnul Brandt ar mai putea fi întrebat încă ceva: Ce ați făcut Dumneavoastră în afară timp de doisprezece ani? Noi știm ce am făcut aici în țară.” A fost și mai târziu defăimat din cauza trecutului său, pe când foștilor naziști trecutul le-a fost iertat. Presa conservativă a abordat în continuu trecutul lui Willy Brandt și îl interpreta împotriva sa. La aceste acuzații se adăuga și instrumentalizarea vieții sale private în disputa publică. În 1965 Brandt spunea: „Această campanie electorală a lăsat răni.”
La alegerile din 17 septembrie 1961 SPD a obținut o creștere de 4,4%. Concomitent CDU a pierdut un număr aproximativ egal de voturi și totodată și majoritatea absolută. Date fiind evenimentele din Berlin se lua în considerație formarea la Bonn a unui guvern al unității naționale sau cel puțin a unei Mari Coaliții (dintre CDU și SPD). Pe lângă președintele federal Heinrich Lübke și președintele Bundestagului Eugen Gerstenmaier se număra și Brandt printre susținătorii acestei idei. Unele considerații au ajuns până la propunerea de a-l învesti în acest caz pe Brandt în funcția de ministru de externe, care era până atunci deținută exclusiv de Uniunea Creștin-Democrată. În cele din urmă Adenauer și-a impus punctul de vedere, care prevedea reeditarea coaliției cu democrații liberi.
În 1962 la inițiativa lui Herbert Wehner Willy Brandt a fost ales în funcția de vice-președinte al partidului, iar în 1964 a devenit, ca urmaș al decedatului Erich Ollenhauer, președintele SDP, rămânând în această funcție până în 1987. La alegerile parlamentare din 1965 el a participat iarăși în calitate de candidat de vârf al SPD, și a pierdut în fața cancelarului Ludwig Erhard, după care s-a retras dezamăgit pentru un timp din politica federală și a exclus posibilitatea de a candida din nou pentru funcția de cancelar. La congresul SPD din iunie 1966 el a fost reales cu 326 de voturi din 426.
După demisia lui Erhard pe 1 decembrie 1966 în funcția de cancelar a fost ales Kurt Georg Kiesinger (CDU), care a format Marea Coaliție cu SPD. Willy Brandt a demisionat din funcția de Primar General al Berlinului și a preluat postul de ministru de externe, devenind și vice-cancelar. La începutul anului 1967 s-a mutat în vila de serviciu din carierul Venusberg la Bonn, în care a stat împreună cu familia timp de șapte ani.

## Cabinetul Brandt I

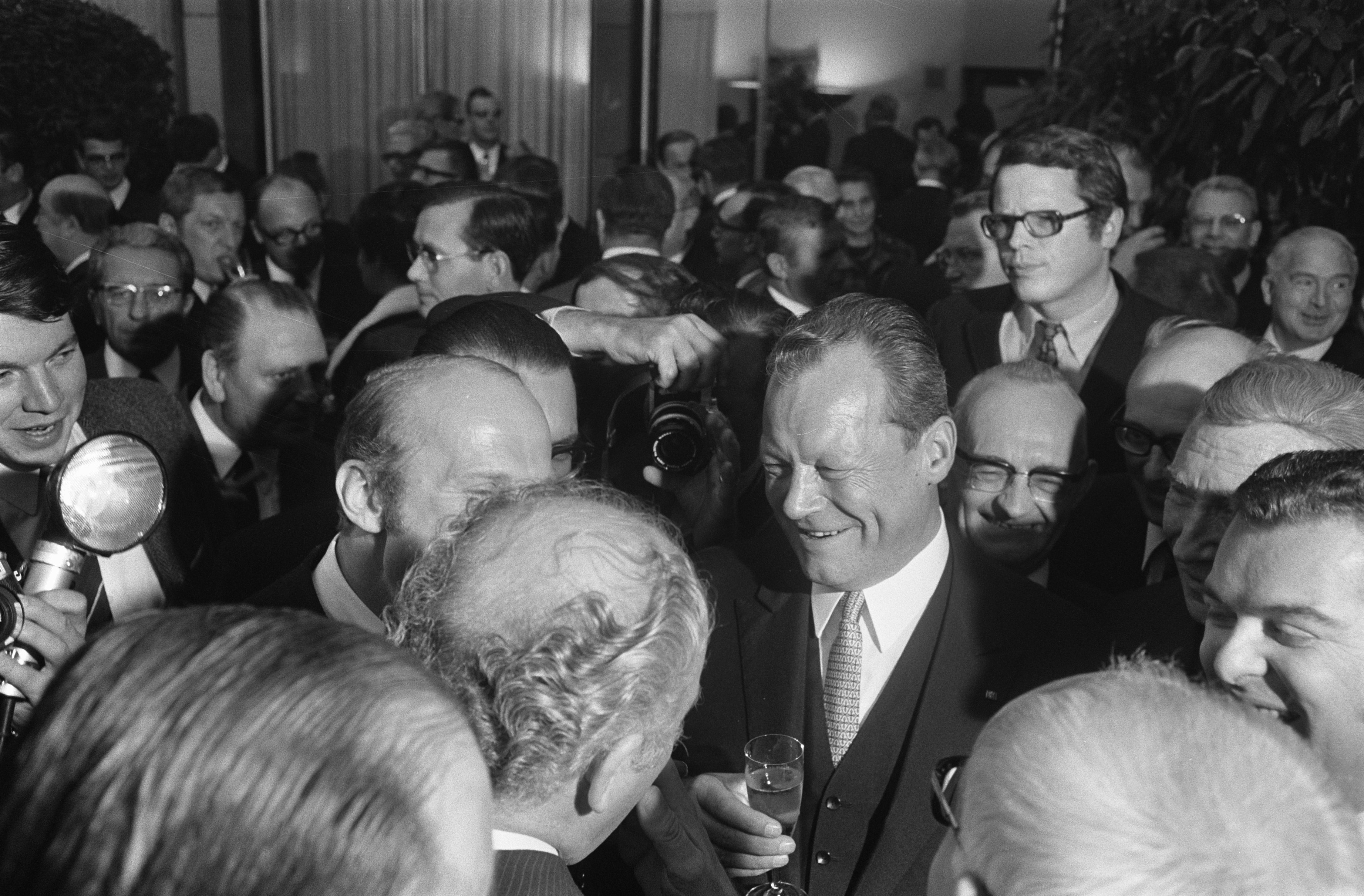
Willy Brandt după alegerile pentru funcția de cancelar pe 21 octombrie 1969

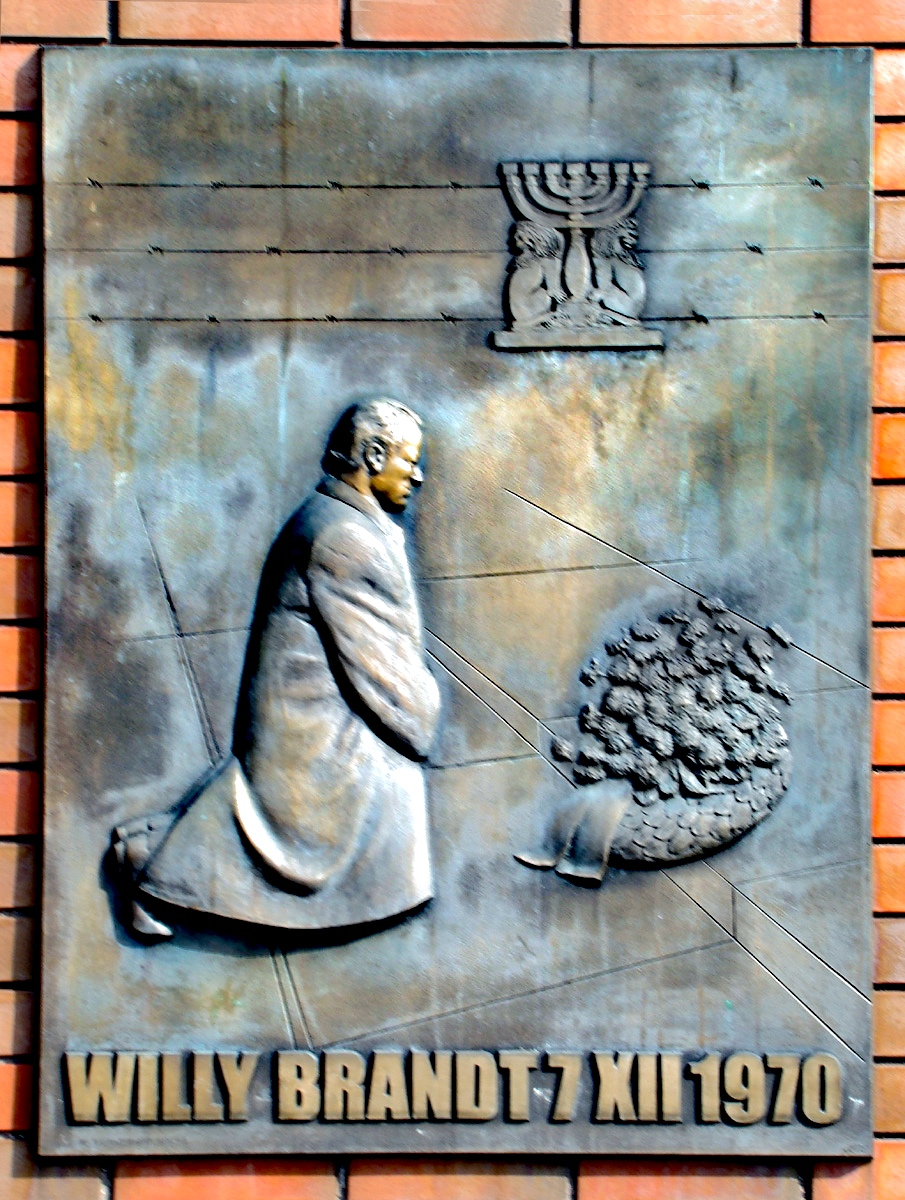
en

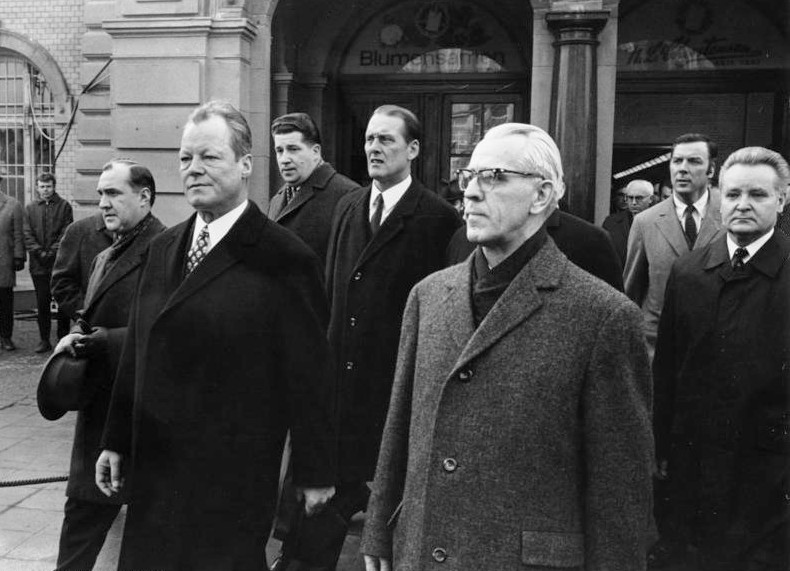
Brandt cu Willi Stoph la Erfurt (1970)

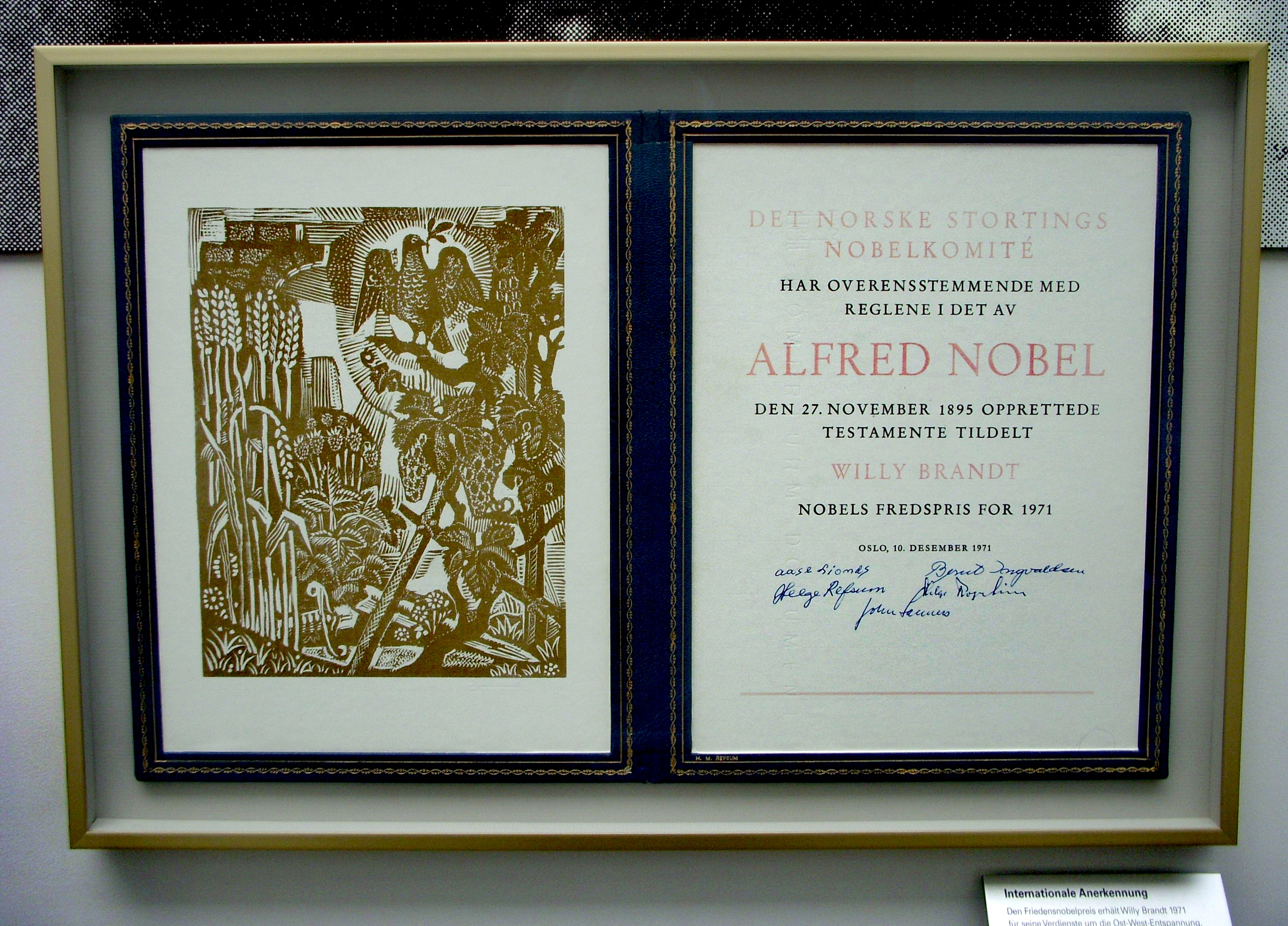
Certificatul de decernare a Premiului Nobel pentru Pace în Casa Istoriei (Haus der Geschichte) în Bonn

Campania electorală 1972: Nemți! Putem fi mândri de țara noastră. Alegeți-l pe Willy Brandt!

După alegerile parlamentare din septembrie 1969 Willy Brandt a format o coaliție cu FDP, împotriva voinței lui Herbert Wehner și Helmut Schmidt care ar fi preferat o Mare Coaliție (dintre SPD și CDU). Coaliția social-liberală dispunea de o majoritate de doar douăsprezece voturi. Bundestagul l-a ales pe Brandt pe 21 octombrie 1969 cel de-al patrulea cancelar în istoria Republicii Federale. Vice-cancelar și ministru de externe a devenit Walter Scheel (FDP).
Politica răsăriteană a lui Brandt a devenit renumită internațional, având ca obiectiv să atenueze Războiul Rece sub lozinca „Schimbare prin apropiere” (Wandel durch Annäherung) sau „Politica pașilor mici” și să facă Zidul Berlinului și frontiera cu RDG mai permeabile. Secretarul de stat al lui Brandt în Cancelaria Federală Egon Bahr a devenit arhitectul principal al tratatelor negociate. În pofida unui anumit scepticism inițial al politicienilor din străinătate precum Nixon, Kissinger și Pompidou puterile occidentale au sprijinit această politică.
Pe 19 martie 1972 Willy Brandt a început o discuție oficială cu președintele Consiliului de Miniștri al RDG Willi Stoph, prima discuție dintre un cancelar federal și un politician din RDG, care până atunci nu era recunoscută de Germania de Vest în calitate de un stat independent și egal în drepturi. Această întrevedere a avut loc la Erfurt, pentru că Berlinul de Est nu era acceptat de către germanii vestici ca parte componentă și capitală a RDG. În fața hotelului Erfurter Hof, în care locuia Brandt, răsunau din mulțime strigătele „Willy, Willy”, care se refereau vădit la Brandt și îl iritau pe funcționarul din RDG. Pe 21 mai a avut loc vizita de răspuns a lui Stoph la Kassel.
Pe 12 august 1970 Willy Brandt a semnat în capitala rusă Tratatul de la Moscova dintre Republica Federală Germania și Uniunea Sovietică, prin care părțile recunoșteau intangibilitatea hotarelor postbelice ale Germaniei, primul act important al Destinderii.
La fel de importantă a fost și semnarea Tratatului de la Varșovia dintre Republica Federală Germania și Republica Populară Polonă pe 7 decembrie1970, prin care linia Oder-Neisse era recunoscută oficial ca hotar dintre cele două țări. Îngenuncherea de la Varșovia a lui Brandt la memorialul Răscoalei din ghetoul varșovian din 1943, act de o imensă valoare simbolică, s-a bucurat de o mare atenție la nivel mondial.
Pe 17 decembrie 1971 secretarii de stat Egon Bahr și Michael Kohl au semnat Acordul de Tranzit, care reglementa folosirea căilor de acces din și către Berlinul de Vest; acordul a intrat în vigoare pe 3 iunie 1972. Acesta a avut drept continuare negocierile cu privire la Tratatul de bază cu RDG, care regulariza pentru prima dată relațiile dintre cele state germane și care a fost semnat pe 21 decembrie 1972. Acest tratat a fost subiectul unei lupte crâncene cu opoziția. Mărul discordiei era, în ce măsură se putea veni în întâmpinarea revendicărilor RDG privind recunoașterea sa de drept internațional. A urmat un acord cu Cehoslovacia. 
Pentru politica sa răsăriteană Brandt a primit în 1971 Premiul Nobel pentru Pace. În prelegerea sa de la Universitatea din Oslo pe 11 decembrie 1971 Brandt a explicat că este vorba despre „a desființa războaiele, nu doar al le limita, [...] pentru că discordia a devenit doar un alt cuvânt pentru o extremă nesocotință. Războiul nu mai este ultima ratio, ci ultima irratio.” Prin această nouă politică răsăriteană, pe care Willy Brandt împreună cu Walter Scheel a impus-o în pofida împotrivirii ferme a opoziției CDU/CSU, el a năzuit spre o „destindere în Europa”.
Unii istorici și analiști de astăzi o văd ca o deschidere a drumului către colapsul guvernărilor comuniste în Europa de Est și către reunificarea Germaniei, ceea ce totuși nu a fost intenția lui Brandt. În timpul său i-a fost reproșat de conservatori că a implicat o recunoaștere inecesară a RDG. Ei vedeau politica destinderii nu ca o cale spre colapsul statelor Blocului de Est, ci constatau ca rezultat doar fortificarea și stabilizarea guvernărilor respective.
În același timp s-a ocupat de reformele interne în domeniul politicii sociale, celei a educației și a justiției. Brandt și-a prezentat obiectivele guvernării în Declarația de guvernare din 28 octombrie 1969 cu motoul: „Vrem să încercăm mai multă democrație!” („Wir wollen mehr Demokratie wagen!”), care în curând a fost văzut de mulți ca deviza unor multașteptate progrese societale, prin care ar trebui depășită stagnarea internă a perioadei postbelice. Totuși acest moto a fost întrebuințat pentru prima dată deja în 1961 în comentariul la Memorandumul de la Tübingen, elaborat de intelectualii evanghelici din jurul lui Carl Friedrich von Weizsäcker împotriva înarmării nucleare și recunoașterii hotarului pe Odra și Neisse.
Lista reformelor pe interior prezentată în 1969 începea cu învățământul și continua cu urbanismul, construcția de locuințe și transport. La o egalitate mai mare de șanse în învățământ trebuia să se ajungă prin Legea federală a susținerii învățământului (Bundesausbildungsförderungsgesetz sau prescurtat Bafög), prin care pentru prima dată studenților din familiile cu venituri mici le-a fost oferit dreptul la sprijin financiar. 
Îmbunătățirea serviciilor ale caselor de asigurări de sănătate, de pensii și de accidente, precum și cheltuielile sporite pentru educație au dus la o împovărare mare a bugetului federal, de aceea ministrul finanțelor Alex Möller și-a dat în 1971 demisia. Din aceeași cauză a părăsit guvernul în anul următor și succesorul său, ministrul economiei și finanțelor Karl Schiller. Ambii s-au simțit insuficient de sprijiniți de către Brandt.
„Edictul împotriva radicalilor” (Radikalenerlass) din 1972 contra angajării în serviciul public a membrilor partidelor și grupărilor extremiste a fost aspru criticat de politicienii de stânga, și chiar Brandt însuși l-a catalogat mai târziu ca o greșeală gravă.
De la inaugurarea guvernului Brandt și până în 1972 au trecut atât de mulți deputați de la SPD și FDP la creștin-democrați, printre care și fostul ministru Erich Mende (FDP), încât fracțiunea CDU/CSU aritmetic dispunea de o majoritate la limită. Președintele fracțiunii, Rainer Barzel, s-a crezut de aceea în stare în aprilie 1972 să-l înlăture pe Brandt printr-o moțiune de cenzură constructivă. Însă pentru alegerea sa în funcția de cancelar i-au lipsit două voturi. Cel puțin doi deputați din fracțiunea CDU/CSU, și anume Julius Steiner (CDU) și Leo Wagner (CSU) au fost mituiți de către Ministerul Securității Statului (Ministerium für Staatssicherheit) al RDG cu câte 50.000 mărci.
Întrucât coaliția SPD/FDP nu mai dispunea de o majoritate capabilă de acțiune în Bundestag, Brandt a solicitat în septembrie 1972 un vot de încredere, la care miniștrii conform unei înțelegeri prealabile s-au abținut, așa că guvernul nu a primit votul de încredere și președintele Gustav Heinemann a putut să dizolve Bundestagul în conformitate cu intențiile cancelarului.

## Cabinetul Brandt II

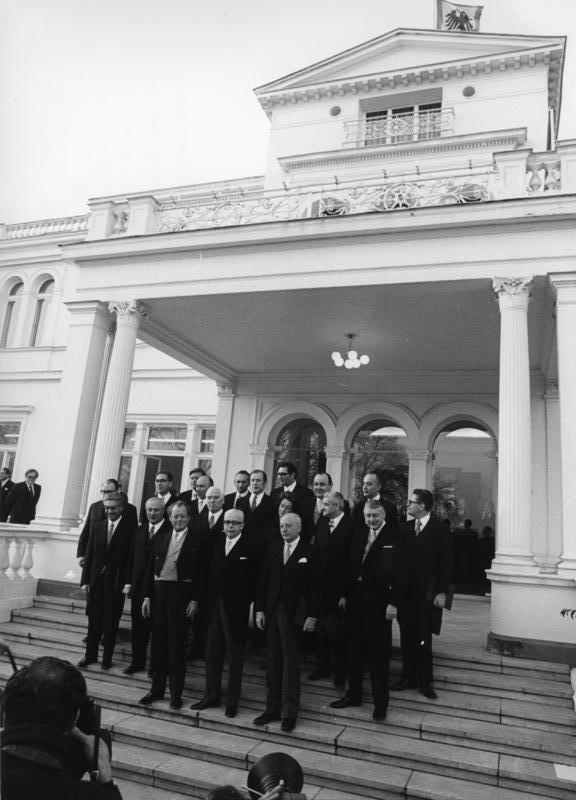
Cabinetul social-liberal Brandt II după învestirea în funcție în vizită la președintele federal Gustav Heinemann, scara Vilei Hammerschmidt, 15 decembrie 1972

O campanie electorală lungă, intensă și foarte mobilizatoare a avut drept rezultat o prezență la vot de 91%, cea mai mare prezență la vot la alegerile parlamentare din Germania. Amândouă partidele ale guvernului Brandt și-au sporit procentajele și SPD cu 45,8% din voturi a avut pentru prima dată cea mai mare fracțiune, un rezultat, care și în străinătate a fost perceput ca un vot popular în sprijinul tratatelor cu Estul, care aveau acum cale liberă spre ratificare parlamentară. Deși câștigarea alegerilor parlamentare din 1972 a reprezentat cel mai mare succes politic al lui Brandt, totuși observatorii contemporani precum Egon Bahr cad de acord asupra faptului că această „culminație a fost în mod clar și o punct de răscruce – de atunci încolo toate s-au înrăutățit”. Semnelor de oboseală politică la Brandt li se adăugau și așteptările înalte de la cel de-al doilea mandat al său.
Din 7 până în 11 iunie 1973 Willy Brandt a făcut o vizită în Israel, prima a unui cancelar german, după ce în 1965 au fost reluate relațiile diplomatice. În 1970 Abba Eban a fost primul ministru de externe israelian care a vizitat Republica Federală Germania; vizita de răspuns a colegului său Walter Scheel a avut loc în același an.
În 2013 au fost publicate documente din care rezultă că Willy Brandt a fost rugat în timpul vizitei sale în Israel de prim-ministra Golda Meir să fie intermediar secret în relațiile cu Egiptul. Brandt trebuia să-i explice președintelui egiptean că Israelul vrea pace și nu „Sinaiul în întregime sau jumătate din Sinai sau cea mai mare parte din Sinai”. În loc de aceasta Brandt a comunicat SUA, Franței și Uniunii Sovietice despre „impresiile sale pozitive” privitor la dorința de pace a Israelului și a lăsat în grija ministerului de externe să prezinte la Cairo dorința lui Meir să ducă tratative directe cu privire la pace, care nu a fost luat în seamă de egipteni.
Ca urmare a Războiului de Iom Kipur în 1973 a avut loc așa-numita Criză Petrolieră, de aceea guvernul a decis pentru prima dată să interzică conducerea automobilelor în întreaga țară timp de patru duminici. Atunci a realizat publicul larg cât de dependent de importuri era sistemul energetic german. În perioada următoare consumul redus de combustibil era un argument important la cumpărarea unui automobil. În plus creșterea economică a încetinit, iar șomajul a crescut. Aceasta, dar și salariile sporite din sectorul public după o grevă a sindicatului ÖTV de sub conducerea lui Heinz Kluncker, a fost considerată cauza adevărată a demisiei lui Brandt, pentru că posibilitățile financiare pentru reformele potențiale s-au redus considerabil.
Brandt este unul dintre pionierii politicii ecologice ale Republicii Federale. Deja în cursul campaniei electorale din 1961 el a militat pentru un „cer albastru deasupra Ruhrului”. În 1973 în  timpul cancelariatului său a fost creată pentru prima dată o autoritate federală ecologică.
Cu câteva zile înainte de demisia guvernului Brandt Bundestagul a adoptat pe 26 aprilie cu o majoritate minusculă o lege privind modificarea Paragrafului 218 a Codului Penal, prin care se decriminalizau avorturile în perioada de început a sarcinii.  Această schimbare de lege, foarte lung și emoțional dezbătută, a fost mai târziu declarată de către Curte Constituțională ca fiind în contradicție cu Constituția.
Fricțiunile în cadrul conducerii SPD au devenit evidente când președintele fracțiunii SPD și vice-președintele partidului Herbert Wehner în cursul unei vizite la Moscova l-a atacat verbal pe Brandt: „Cancelarului îi place să facă băi călduțe, așa niște băi cu clăbuci”

## Demisia în urma Afacerii Guillaume

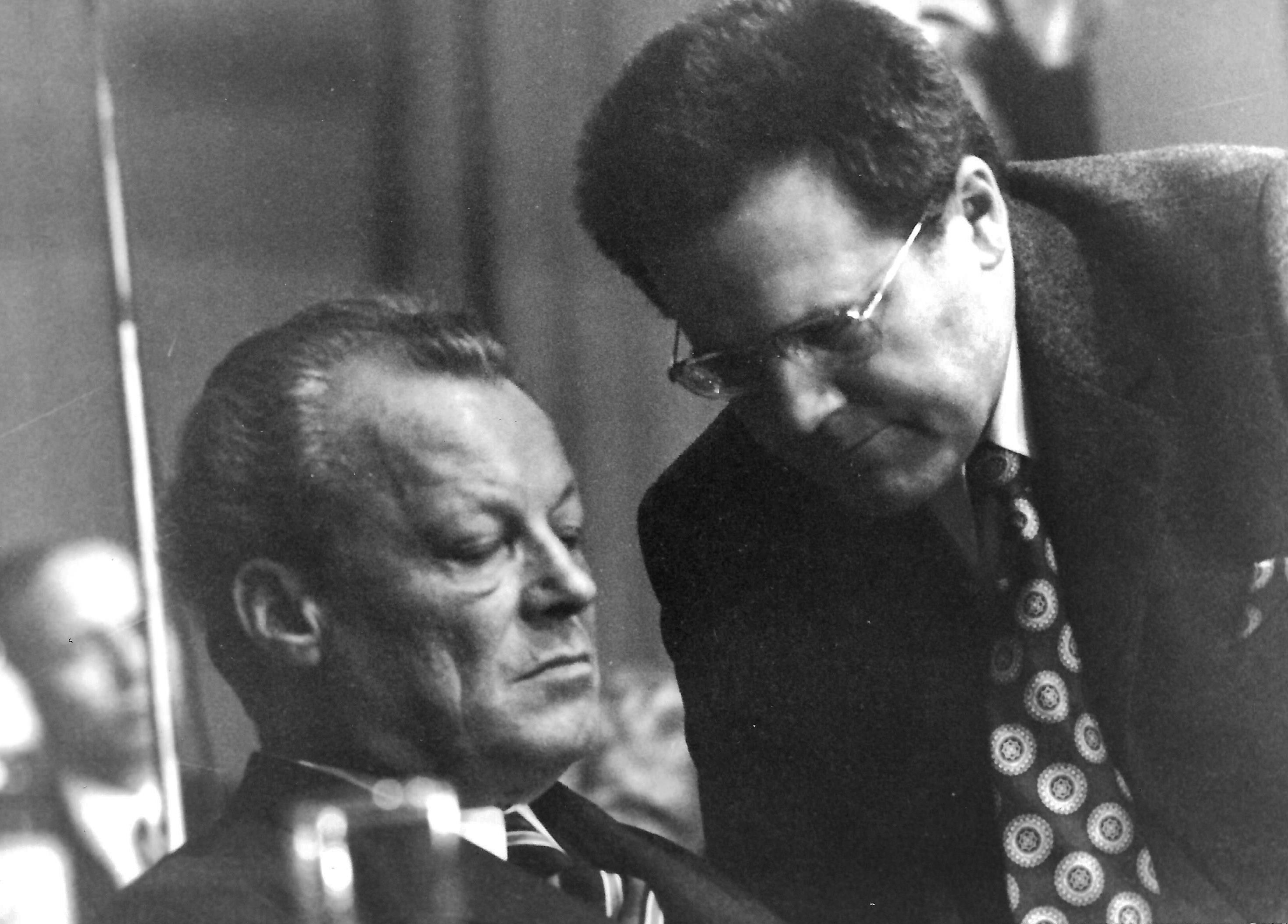
Brandt cu Günter Guillaume (dreapta), referentul său personal, înainte de descoperirea activității de spion a acestuia

În cursul unei întrevederi regulare dintre SPD și sindicaliștii de frunte de pe 4 – 5 mai 1974 la Kurt-Schumacher-Akademie (pe atunci Haus Münstereifel) în Bad Münstereifel Willy Brandt și-a anunțat decizia să-și dea demisia. Actul respectiv a fost transmis pe 6 mai de către șeful Cancelariei Federale Horst Grabert președintelui federal Gustav Heinemann aflat la Hamburg. Motivul a fost demascarea spionului est-german Günter Guillaume, care, fiind referentul pe probleme de partid al lui Brandt, era unul dintre colaboratorii săi cei mai apropiați. Prin demisia sa Brandt și-a asumat responsabilitatea pentru neglijențele din cadrul guvernului. Guillaume a rămas în apropierea nemijlocită a cancelarului, deși era suspectat de spionaj timp de peste un an. Brandt a subapreciat potențialul exploziv al chestiunii, crezând că cauza suspiciunilor de spionaj era pur și simplu originea est-germană a lui Guillaume.
Brandt a declarat mai târziu că Herbert Wehner ar fi purtat o parte din vină pentru demisia sa, pentru că nu l-ar fi oprit să demisioneze. În pofida afirmațiilor potrivnice ale lui Wehner se consideră în general că decisivă pentru demisie a fost mai puțin Afacerea Guillaume în sine, ci mai degrabă supoziția lui Wehner că Brandt nu trebuia sprijinit din cauza sănătății sale șubrede și depresiilor frecvente. Afirmația că Brandt ar suferi de depresii făcea parte din intrigile interne de partid țesute mai ales de Wehner și Schmidt. Conform declarațiilor șefului de planificare al lui Brandt, Albrecht Müller, această afirmație nu avea nici un temei. Brandt ar fi vulnerabil în fața  campaniilor de defăimare ale adversarilor săi politici, cărora, după aprecierea lui Wehner, în campania electorală viitoare nu putea să le țină piept. În plus pe seama lui Brandt se puneau nenumărate aventuri cu femei și probleme cu alcoolul. Președintele Biroului Federal de Investigații Criminale Horst Herold și președintele Biroului Federal pentru Protecția Constituției (un serviciu de informații din Germania) Günther Nollau aveau temeri că din cauza acestor aventuri șeful guvernului ar putea deveni șantajabil.

## După cancelariat

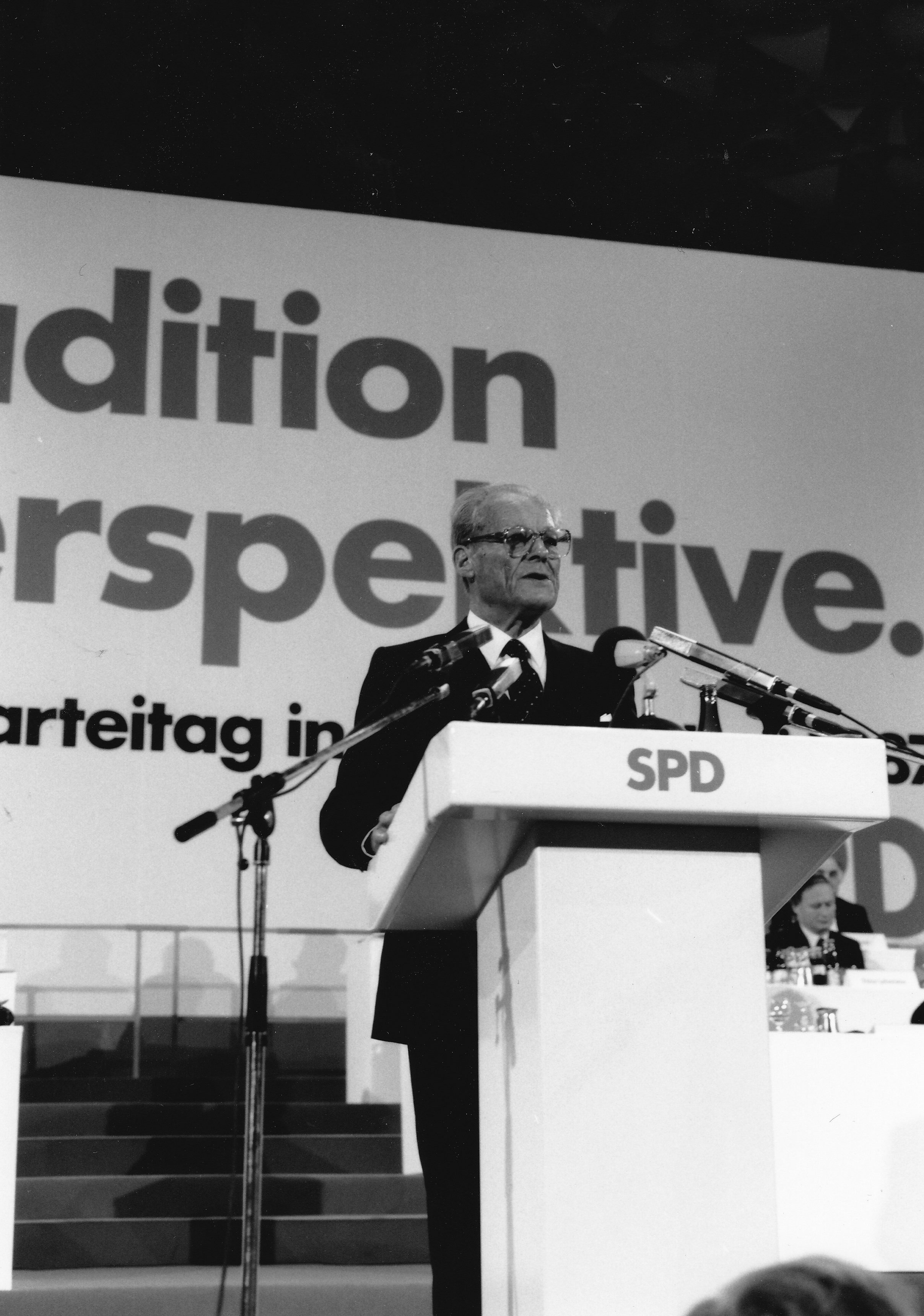
Willy Brandt ținându-și ultimul discurs ca lider SPD la Congresul extraordinar al partidului 14 iunie 1987 în Bonn

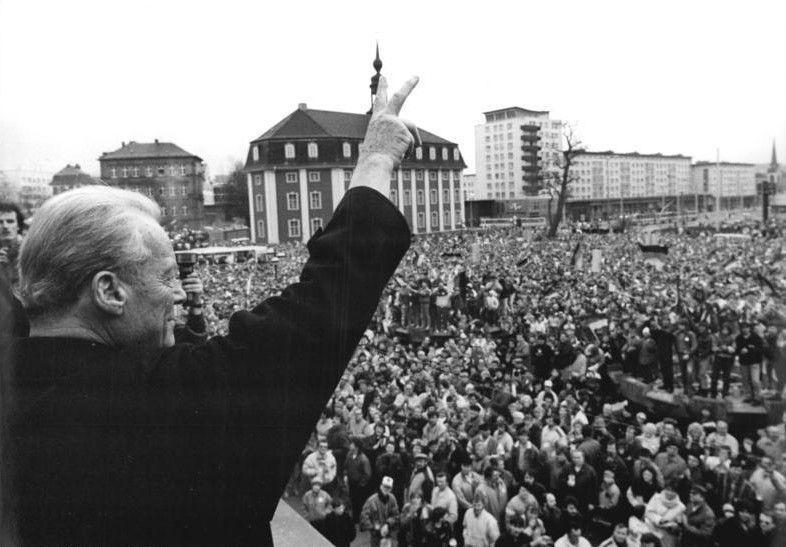
Willy Brandt la o manifestație în Gera (1990)

Succesor al lui Brandt în funcția de cancelar a devenit ministrul de finanțe Schmidt. Acesta pretindea că ar fi fost luat prin surprindere de nominalizarea sa și că ar fi acceptat-o din simțul datoriei. Willy Brandt a rămas în cursul cancelariatului lui Schmidt și după aceea până în 1987 președintele SPD. Spre sfârșitul cancelariatului său Schmidt a identificat drept o greșeală faptul că nu a preluat și președinția partidului în timpul mandatului său. L-a considerat una dintre cauzele propriului său eșec.
Pe 23 martie Brandt și-a dat demisia din funcția de președinte al partidului, după ce în cadrul SPD fusese aspru criticată nominalizarea de către el a Margaritei Mathiopoulos drept candidată pentru postul de purtătoare de cuvânt a partidului. La Congresul extraordinar al SPD din 14 iunie el a fost ales pe viață președinte de onoare al partidului, iar succesor al său a devenit Hans-Jochen Vogel.
Brandt era în continuare deputat al Bundestagului și a prezidat în calitate de decan de vârstă prima ședință a sa de după alegerile din 1983, deși era doar al doilea cel mai în vârstă deputat. Egon Franke ca adevărat decan de vârstă a renunțat la această onoare în favoarea sa. După alegerile din 1987 și din 1990 Brandt a deschis ședințele Bundestagului ca decan de vârstă efectiv.
Din 1976 până în 1992 Willy Brandt a fost președintele Internaționalei Socialiste. Din 17 iulie 1979 până pe 1 martie 1983 Brandt a fost membru al Parlamentului European.
În aprilie 1977 președintele Băncii Mondiale Robert McNamara i-a propus lui Brandt președinția „Comisiei Independente pentru Chestiunile de Dezvoltare Internațională” (Comisia Nord-Sud). După aproape trei ani de consultări Comisia și-a prezentat pe 12 februarie 1980 la New York „Raportul Nord-Sud”, care este cunoscut în general ca „Raportul Brandt”.
Pe 9 noiembrie 1990 Willy Brandt a revenit în Germania cu cei 175 ostatici, eliberarea cărora a obținut-o de la președintele Irakului Saddam Hussein.
În anii 1980 Brandt a declarat de mai multe ori, ca și Egon Bahr și alți fruntași ai SPD, că ideile privind posibilitatea reunificării Germaniei ar fi eronate și periculoase. Încă în toamna lui 1988 el a repetat de două ori avertizarea sa adeseori citată că „speranța la reunificare” ar fi „marea iluzie a Celei de-a Doua Republici Germane”. A doua zi după căderea Zidului Berlinului el a călătorit la Berlin și a spus într-un interviu: „Acum ne aflăm într-o situație în care părțile unui întreg cresc din nou împreună”. După Reunificare Brandt s-a numărat între susținătorii hotărâți ai transferării Guvernului de la Bonn la Berlin. Pe 20 iunie 1991 Bundestagul a decis (printre altele la cererea lui Brandt) transferul parțial al Guvernului la Berlin.

## Viața privată și sfârșitul

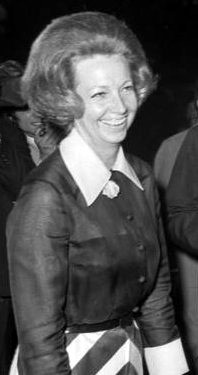
Rut Brandt (1970)

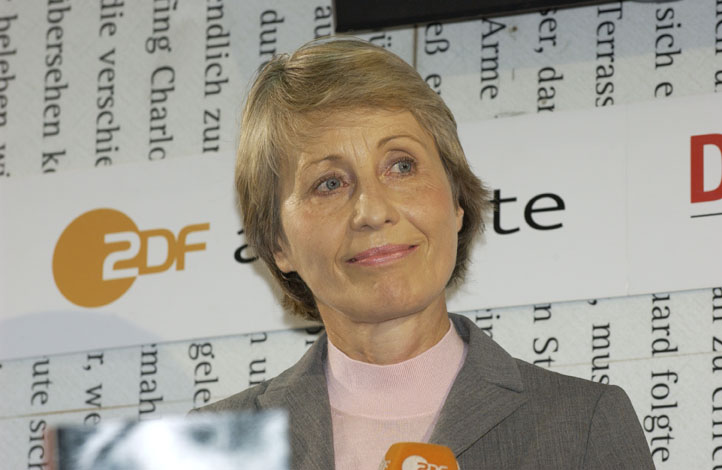
Brigitte Seebacher la Târgul de Carte de la Frankfurt, unde a prezentat biografia lui Brandt scrisă de ea (2004)

Timbru al Poștei Federale Germane (1993)

Brandt a fost căsătorit între 1941 și 1948 cu norvegianca Carlota Thorkildsen (1904 – 1980) și a avut cu ea fiica Ninja (se citește [Ninia]) Frahm (* 1940). După divorț s-a căsătorit încă în 1948 cu văduva Rut Bergaust, născută Hansen (1920 – 2006). Li s-au născut trei fii: istoricul Peter (* 1948), scriitorul Lars (* 1951) și actorul Matthias Brandt (* 1961). După 32 ani de căsnicie Rut și Willy Brandt au divorțat în 1980. În ziua divorțului (16 decembrie) s-au văzut pentru ultima oară.
În aprilie 1979 Willy Brandt s-a mutat împreună cu prietena sa de atunci, istorica și publicista Brigitte Seebacher (* 1946), la Unkel, bundeslandul Renania-Palatinat. La început cuplul a locuit într-un apartament; în 1989 și-au achiziționat o locuință în apropiere de Rin. Pe 9 decembrie 1983 Brandt și Seebacher au încheiat o căsătorie care a durat până la moartea lui. La dorința soțului i-a scris biografia; ei i-a fost imputat de către unii istorici că a interpretat personalitatea lui Brandt în parte incorect sau/și a denaturat-o și a folosit-o în scopuri proprii.
Willy Brandt a fost din anii 1970 asociat cu numeroase aventuri amoroase. În 2013 Der Spiegel și-a început articolul despre Brandt cu afirmația că primul cancelar al SPD ar fi fost „doborât de o listă cu nume de femei”. Brandt însuși a admis încă în anii 1970 că a avut în timpul cancelariatului său „o” relație extraconjugală de mai mulți ani.

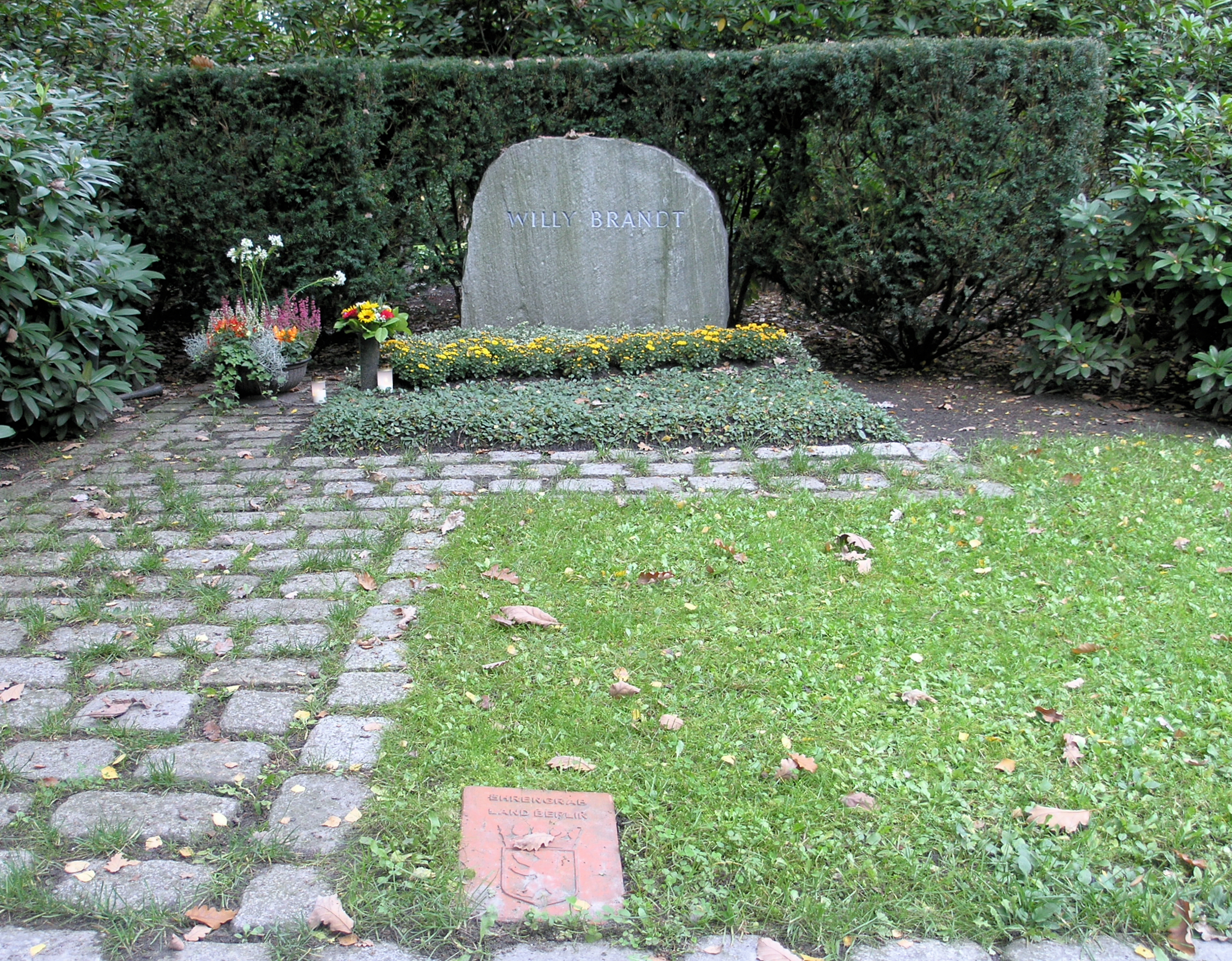
Mormântul lui Willy Brandt la cimitirul Waldfriedhof Zehlendorf

Pe 15 noiembrie 1978 Brandt a suferit un infarct miocardic, așa încât nu și-a putut îndeplini sarcinile politice timp de o jumătate de an. Pe 4 octombrie 1991 i s-a depistat o tumoare intestinală, care a fost înlăturată pe 10 octombrie 1991. Pe 10 mai 1992 a fost internat din nou la Clinica Universitară din Köln și pe 22 mai operat. Operația însă a fost întreruptă după zece minute, pentru că s-au descoperit numeroase metastaze. Pe 10 mai Brandt a fost externat și a revenit împreună cu soția în casa sa din Unkel, pe care nu a mai părăsit-o până în momentul morții.
Un incident nefericit a avut loc pe 20 septembrie 1992: când Mihail Gorbaciov a vrut să-l viziteze neanunțat pe Brandt și s-a prezentat la interfon drept „Gorbaciov”, soția lui Brandt a crezut că este vorba despre o glumă proastă și nu l-a lăsat să intre. Starea sa de sănătate s-a înrăutățit vizibil din august 1992 și a murit pe 8 octombrie 1992 la 16:35.
Pe 17 octombrie Bundestagul i-a acordat funeralii de stat. Ehrengrab (mormântul de onoare) al lui Willy Brandt se află la cimitirul berlinez Waldfriedhof Zehlendorf lângă mormântul lui Ernst Reuter, predecesorul său ca Primar General al Berlinului între anii 1948 și 1953. Rut, cea de-a doua soție a lui Brandt, este înmormântată la același cimitir.

## Lucrări
- Erinnerungen. Mit einem aktuellen Vorwort, Editura Ullstein, Frankfurt am Main/Berlin 1992, ISBN 3-548-22977-8